# Дом еврейской гостиницы (Покровская улица, Нежин)
Дом еврейской гостиницы — памятник архитектуры местного значения в Нежине. Сейчас здесь размещается отдел культуры Нежинской райадминистрации, разные офисы.

## История
Изначально был внесён в «список памятников архитектуры вновь выявленных» под названием Гостиница, но с адресом Покровская, 7.
Приказом Министерства культуры и туризма от 21.12.2012 № 1566 присвоен статус памятник архитектуры местного значения с охранным № 10049-Чр под названием Еврейская гостиница. Установлена информационная доска.

## Описание
Дом построен в конце 19 века.
Одноэтажный, каменный, прямоугольный в плане дом. Фасад расчленяют пилястры, между которыми четырёхугольные оконные проёмы, завершает карниз. Украшен орнаментальной кирпичной кладкой.